# Alessandro Anzani
Alessandro Ambrogio Anzani (Gorla, 5 dicembre 1877 – Franceville, 23 luglio 1956) è stato un progettista, pilota motociclistico e imprenditore italiano.
Realizzò il primo motore a tre cilindri, nel 1907 ed è ricordato come uno dei più geniali ideatori di motori a scoppio dell'epoca pionieristica. Pur essendo celebre soprattutto come inventore, fu anche il primo pilota a fregiarsi del titolo di campione del mondo di motociclismo, nel 1905.

## Biografia
Figlio di Teodolinda Bruno e Angelo Anzani, un modesto riparatore di macchine per cucire, fin da bambino venne affidato alle cure dello zio materno che gestiva a Monza un'officina dove si vendevano e riparavano biciclette, divenendo ben presto un esperto meccanico.
Dopo il servizio militare, nel 1899, assistendo ad una gara di ciclismo disputatasi a Milano, ebbe l'occasione di conoscere e stringere amicizia con il coetaneo corridore francese Gabriel Poulain, futuro pluricampione iridato, che gli raccontò le mirabolanti conquiste tecnologiche nel campo motoristico che venivano raggiunte oltralpe, invitando Anzani a raggiungerlo.
Considerate le scarse possibilità di sviluppare le proprie conoscenze in Patria, nel 1900 si trasferì in Francia, a Saint-Nazaire, ospite dell'amico Poulain, iniziando a fargli da stayer nelle gare di mezzofondo. Poco tempo dopo, raggiunse Parigi dove fu assunto dalla Hurtu, al tempo nota e importante casa francese, produttrice di motori per le competizioni. Oltre ad apprendere i segreti dei motori a scoppio, Anzani ebbe anche la possibilità di partecipare, nel 1903, a diverse gare motociclistiche, tra le quali il campionato del mondo disputato al Parco dei Principi, dove si classificò decimo.

## Campione del mondo
Nel 1905, alla guida di una moto Alcyon con motore monocilindrico Buchet da 330 cm³, da lui stesso sviluppato, stabilì il record di velocità a 100 km/h. La prova era stata effettuata per verificare i nuovi standard prestazionali derivanti dalla recente limitazione a 1/3 di litro, imposta dalle autorità sportive per le competizioni motociclistiche. Qualche settimana più tardi, Anzani si presentò con quella Alcyon 330 alla prima edizione di una corsa motociclistica denominata "Championnat du Monde de moto", che venne disputata il 13 luglio 1905 sul velodromo di Zurenborg, nella periferia sud-est di Anversa. Favorito dalla caduta in gara dell'asso belga Jan Olieslagers e precedendo sul traguardo il compagno di squadra André Pernette, Anzani conquistò la vittoria, divenendo il primo campione del mondo nella storia del motociclismo e conquistando rapidamente notorietà e fama internazionali. La stampa sportiva francese gli affibbiò il nomignolo di "Démon de la carburation", ovvero "Diavolo della carburazione", che poneva l'accento sulla sua capacità di ottenere una perfetta messa a punto del motore.
Nel settembre 1906 dello stesso anno collaudò l'"aeromotocicletta", uno strano veicolo a due ruote, costruito da Ernest Archdeacon, dotato del solito monocilindrico Buchet, ma azionante un'elica anteriore a due pale, che gli permise di raggiungere la velocità di 80 km/h sulla pubblica via, nei pressi di Asnières-sur-Seine.
Grazie ai discreti guadagni derivanti dalle sue imprese sportive, nel 1907 Anzani decise di lasciare la Buchet e di allestire un'officina personale a Courbevoie, dove avrebbe potuto sperimentare le proprie idee con maggiore libertà.

## Il motore tricilindrico e il "Nautilus"
Nei primi mesi dello stesso anno, con l'aiuto di soli tre operai, realizzò una motocicletta con propulsore tricilindrico di sua progettazione, il primo nella storia, con i cilindri disposti longitudinalmente a ventaglio, separati da un'inclinazione di 45º. Il tricilindrico si dimostrò potente e affidabile, riscuotendo un notevole successo.
Mentre le maestranze erano intente a soddisfare gli ordinativi, Anzani era già rapito dall'idea di applicare il nuovo motore all'idroscivolante di sua invenzione; l'idea l'aveva presa dai racconti di Jules Verne, del quale era appassionato lettore, e battezzò il natante "Nautilus". L'esperimento, perfettamente riuscito, si tenne il 18 agosto 1907 sulle acque dell'Orge, nei pressi di Juvisy e suscitò grande clamore e ammirazione, stabilendo le basi tecniche per i futuri idrovolanti, oltre a fornire importanti informazioni a Enrico Forlanini. Fu proprio grazie a questa esperienza e al motore di Anzani che Forlanini riuscì a far funzionare correttamente il suo prototipo di idroplano sul Lago Maggiore.

### La trasvolata della Manica

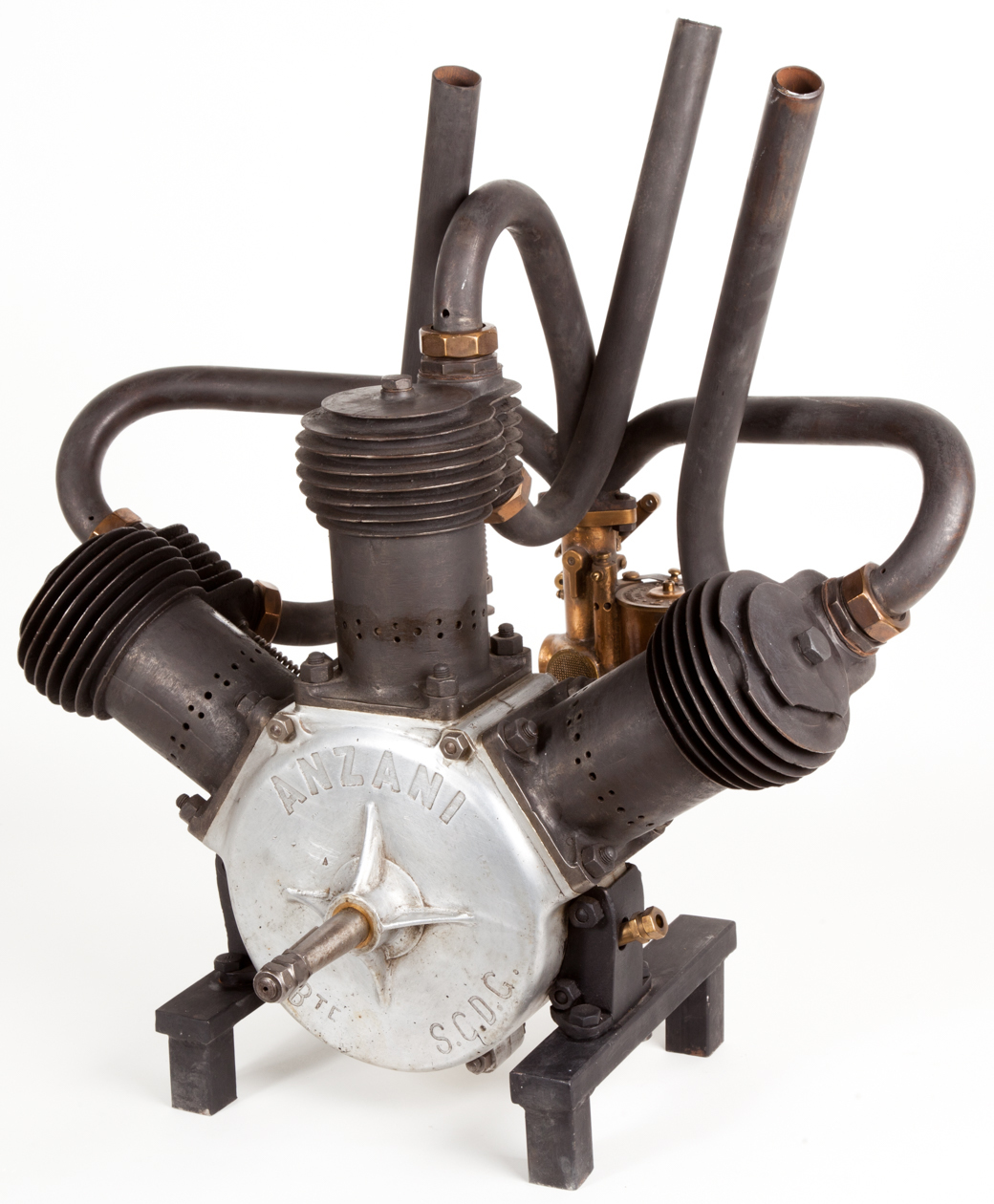
Motore aeronautico a scoppio a tre cilindri di Alessandro Anzani da 35 HP. Esposto al Museo nazionale della scienza e della tecnologia Leonardo da Vinci, Milano.

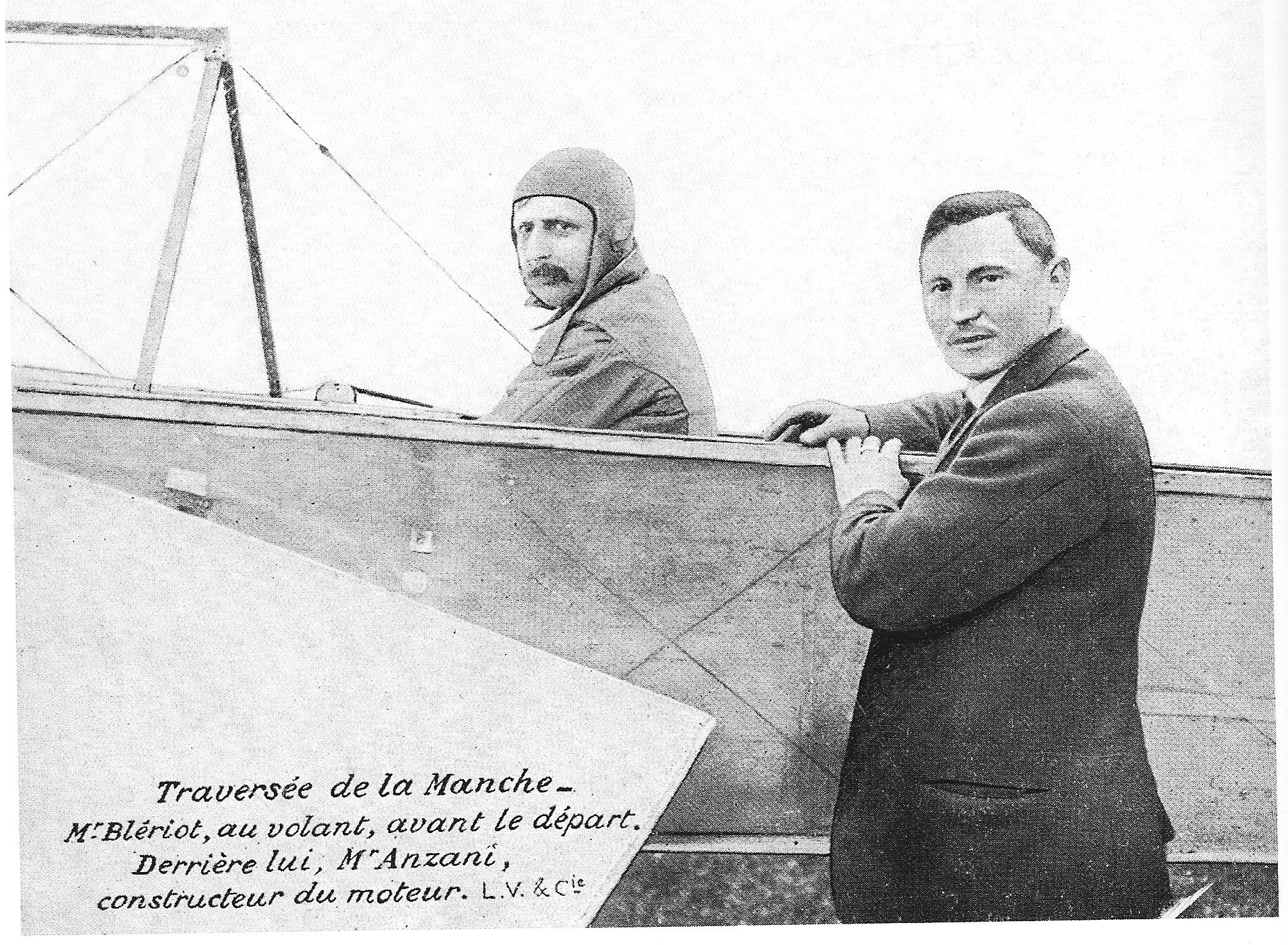
Blériot e Anzani alla partenza del volo sulla Manica

Lo sviluppo dell'aviazione offriva nuove opportunità per le aziende meccaniche che già potevano contare sull'esperienza nella progettazione di motori a combustione interna offerti al mercato del trasporto su gomma. Anzani, che poteva contare sull'esperienza acquisita nella costruzione di motociclette, verso la fine del 1908 ricevette la richiesta da Louis Blériot di sviluppare un nuovo propulsore con il quale motorizzare il proprio velivolo e tentare la prima trasvolata sul Canale della Manica. La sfida era stata lanciata dal quotidiano inglese Daily Mail che aveva messo in palio l'allettante premio di 1.000 £, pari a circa 25.000 FRF.
Pur sapendo che Blériot, dopo aver investito ogni sua residua sostanza nella realizzazione dell'ultimo prototipo, non aveva un soldo e che contava sul premio per pagare la fornitura, Anzani si accontentò della promessa di una quota pari a 1/3 del premio e si mise al lavoro per creare una versione più leggera e potente del motore tricilindrico, con l'obiettivo di ottenere un propulsore da 25 CV con un peso di circa 2 kg per ogni cavallo erogato: un traguardo quasi impensabile per l'epoca.
L'architettura adottata prevedeva che i tre cilindri, con le canne dotate di alettatura per il raffreddamento ad aria, fossero posti in schema a "W" con doppio angolo di 60º.
Pochi mesi più tardi il motore era pronto per essere installato sul monoplano e dopo qualche volo sperimentale, l'aeromobile venne iscritto alla  Cup Prix du voyage messa in palio dall'Aéro-Club de France con una dote aggiuntiva di 4.500 FRF. La gara, svoltasi nell'aerodromo di Orléans il 13 luglio 1909, fu vinta da Blériot.
Il 25 luglio dello stesso anno Bleriot compì la prima trasvolata della Manica con aereo a motore e nel successivo 31 ottobre 1909, portò a termine con successo un volo da Toury ad Artenay.
L'affidabilità e i successi sportivi dei suoi motori portarono Anzani a sviluppare, in tempi brevissimi, una grande e fortunata industria per la produzione di motori aeronautici e motociclistici, con filiali in vari Paesi.
Giunto all'età di 50 anni e all'apice del successo industriale, Anzani decise di cedere tutte le sue attività e di ritirarsi a vita privata. Mantenne solamente la proprietà della fonderia di Monza per ragioni affettive. Anzani, infatti, nonostante avesse vissuto gran parte della sua vita in Francia, non volle mai prendere la cittadinanza francese. Ad un giornalista che lo interrogava in merito, Anzani rispose: «Non si rinuncia al proprio Paese; anche se debbo alla Francia tutta la mia ricchezza».
Anzani, dunque, scomparve repentinamente dal panorama motoristico internazionale. A ricordare la sua figura sopravvisse la British Anzani Engine Co., filiale inglese fondata nel 1911, in società con Lorenzo Santoni, che ha superato il traguardo del nuovo millennio.
Alessandro Anzani morì a Merville-Franceville-Plage nel 1956.

### Produzione motori aeronautici

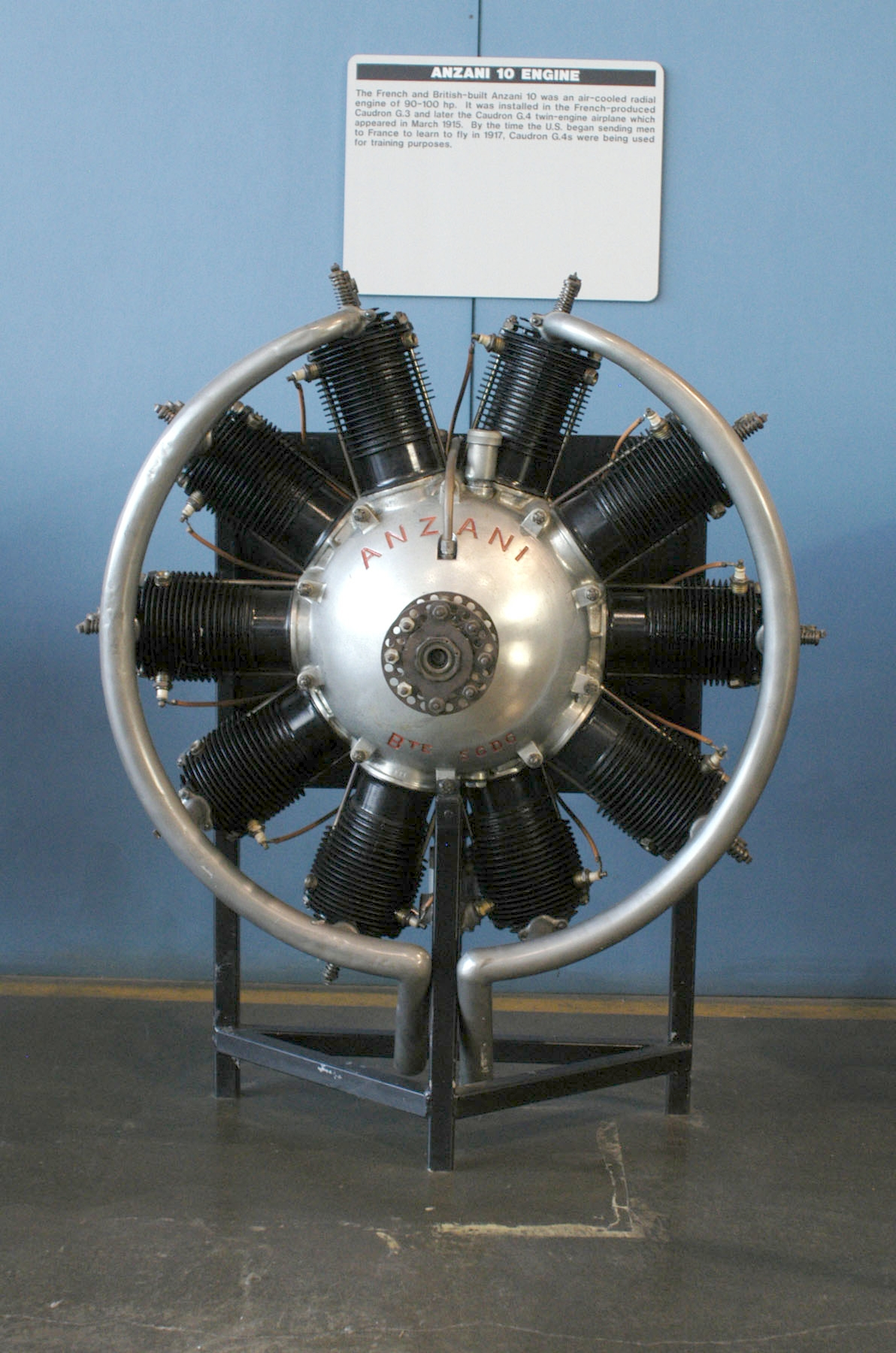
Motore aeronautico rotativo decacilindrico Anzani del 1915

Notevole fu la produzione di motori aeronautici di tipo radiale.
- Anzani 15 hp (2 cil.)
- Anzani 15 hp (3 cil. a W)
- Anzani 25 hp (3 cil. a W)
- Anzani 35 hp (3 cil. a W)
- Anzani 35 hp (2 x 2 cil.)
- Anzani 40-50 hp (3 cil.)
- Anzani 40-50 hp (5 cil.)
- Anzani 50-60 hp (6 cil.)
- Anzani 70 hp (doppia stella)
- Anzani 80-100 hp (5 cil.)
- Anzani 100 hp (10 cil.)
- Anzani 125 hp (10 cil.)
- Anzani 200 hp (20 cil.)

## Onorificenze

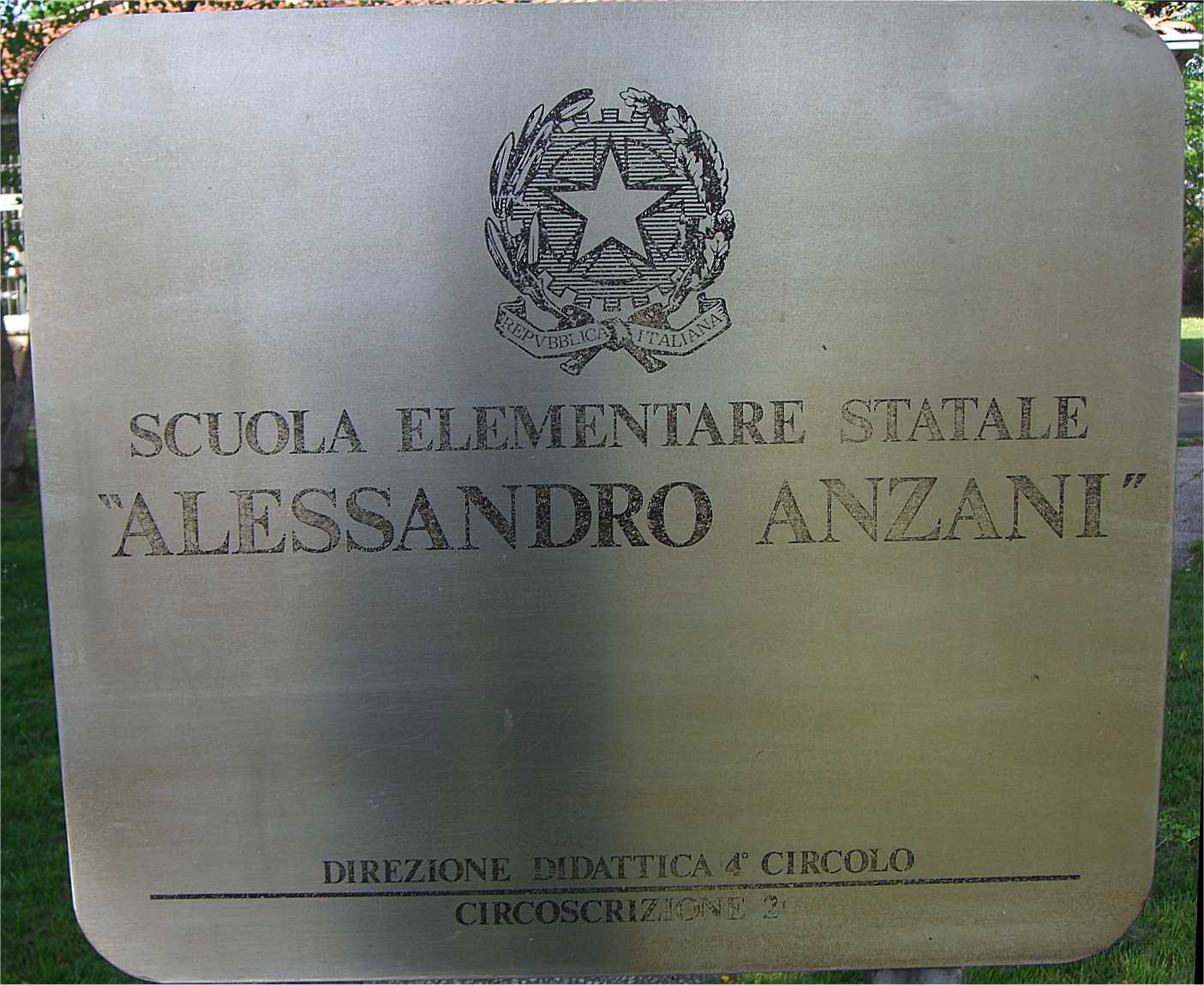
La targa della scuola elementare statale intitolata a Alessandro Anzani nel 1984 in via Correggio, 27 a Monza

- 1910 – Palmes Académiques  - Francia
- 1915 - Cavaliere dell'Ordine della Corona d'Italia – Italia
- 1920 - Chevalier Légion d’Honneur – Francia

Nel 1984 Monza gli ha dedicato la scuola elementare di via Correggio 27. Infatti Alessandro Anzani, "giunto a Monza ancora bambino presso uno zio materno che aveva una piccola officina meccanica in via Luciano Manara", era molto legato a questa città in cui aveva vissuto fino al suo trasferimento in Francia. A Monza aveva aperto una fonderia che fu attiva fino alla sua morte.

## Curiosità

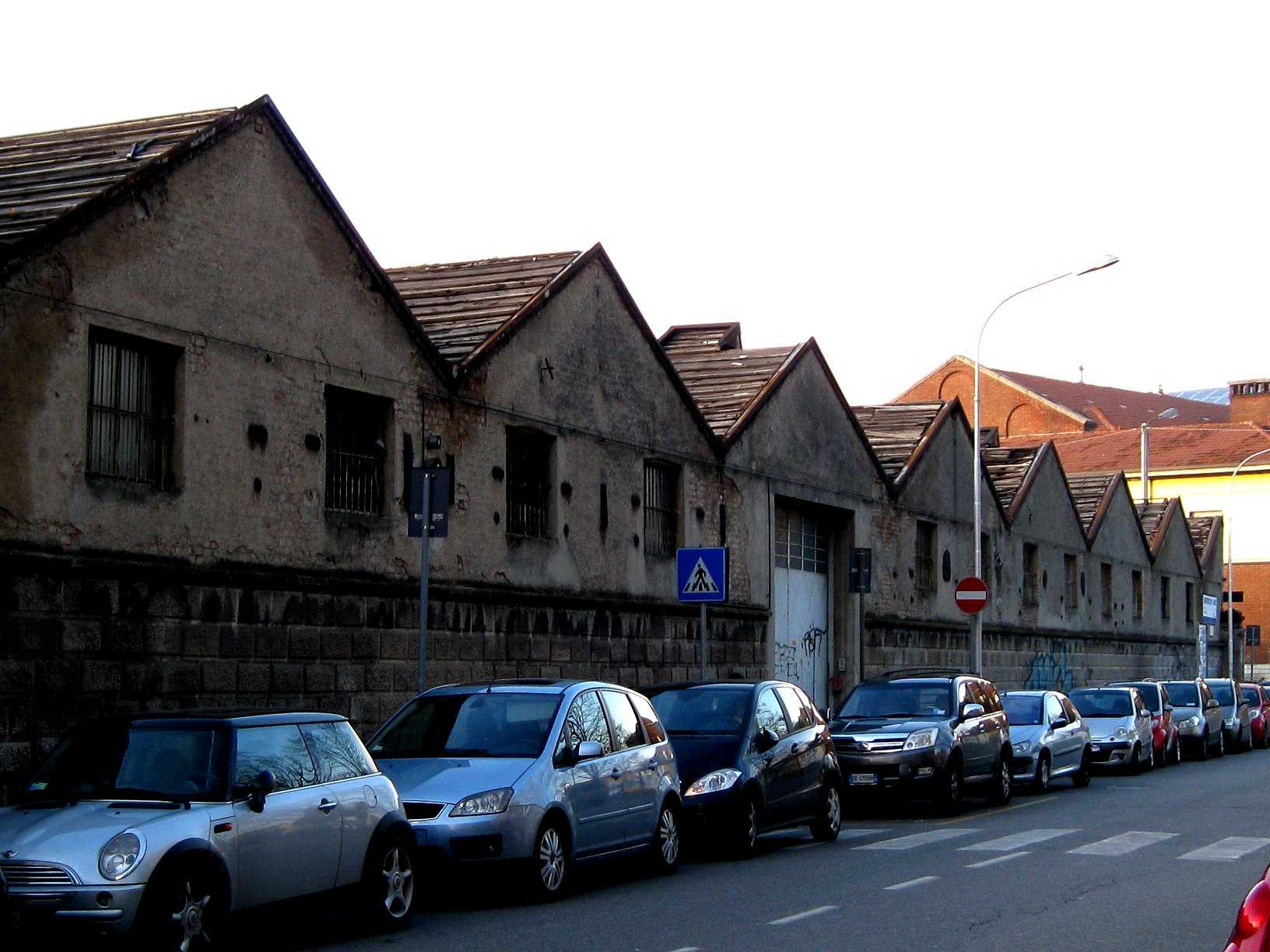
I capannoni della ex-Fonderia Anzani in Via Milazzo a Monza

- I motori aeronautici costruiti da Anzani fino al 1911 riportano sui carter esterni la scritta in fusione "Bté SGDG", che sta per "breveté sans garantie du gouvernement", in italiano "brevettato senza garanzia governativa". Già in quegli anni pionieristici, infatti, la legislazione francese obbligava ad avvertire la clientela, distinguendo gli apparati meccanici i cui progetti non erano avallati dalla firma di garanzia d'un ingegnere abilitato.
- Sembra che in ricordo dell'impresa, Anzani abbia ricevuto in dono (o in pagamento), le ruote e l'elica dell'aereo con il quale Blériot attraversò La Manica. Tali cimeli furono trasferiti a Monza in un deposito della fonderia di Anzani, poi distrutta dai bombardamenti alleati nella seconda guerra mondiale. In occasione di alcuni scavi di natura edile, negli anni ottanta, le ruote e l'elica sono state rinvenute dal nuovo proprietario del terreno e assessore comunale Marco Fumagalli.